# マーク・ゴルスキー
マーク・ゴルスキー（Mark Gorski。1960年1月6日- ）はアメリカ合衆国出身の元自転車競技選手。

## 経歴
自転車競技を始めたのは14歳の1974年のとき。18歳のときに全米ジュニア選手権で優勝を果たす。
1984年のロサンゼルスオリンピック・個人スプリントにおいて、決勝で対戦した同胞のネルソン・ヴァイルスの他、同種目銅メダルの坂本勉らを破って金メダルを獲得。優勝を決めた瞬間、自身の子供を抱いたままクールダウンを行いつつ、観客の声援に応えたシーンが印象的であった。
しかし当時、この種目は東欧勢が強く、地元開催ではあったとはいえ、優勝できたのはその東欧勢がボイコットした影響によるものとの見方も強い。その証拠に、翌年の世界自転車選手権の同種目においては4位が精一杯（優勝は東ドイツのルッツ・ヘスリッヒ）。翌1986年の世界選は地元アメリカのコロラドスプリングスでの開催だったが、5位に終わっている。一方、1987年のパンアメリカン競技大会ではスプリントで銀メダルを獲得している。
その後、程なくして現役を引退。引退後は全米自転車連盟（USCF）の評議委員に選出され、また、アメリカナショナルチームの監督も歴任した。1999年より、USポスタルサービスチームのレース監督に就任。丁度この年から、チームの一員であったランス・アームストロングがツール・ド・フランスにおける7連覇（後にドーピングが発覚し剥奪処分）の第一歩を踏み出したが、ゴルスキーの下で、アームストロングは4回のツール総合優勝を果たした。